# Ende Neu
Ende Neu è il settimo album del gruppo musicale tedesco Einstürzende Neubauten, pubblicato nel 1996 dalla Mute Records.

## Tracce
1. Was Ist Ist – 3:29
2. Stella Maris – 5:18
3. Die Explosion im Festspielhaus – 4:30
4. Installation No. 1 – 4:29
5. NNNAAAMMM – 10:59
6. Ende Neu – 4:57
7. The Garden – 5:24
8. Der Schacht von Babel – 2:46
9. Bili Rubin – 3:00

## Formazione
- Blixa Bargeld - voce, chitarra
- N.U. Unruh - percussioni, voce
- F.M. Einheit - percussioni, voce
- Mark Chung – basso, voce
- Alexander Hacke – chitarra, voce